# USS Newport News (SSN-750)
USS Newport News (SSN-750) – amerykański wielozadaniowy okręt podwodny z napędem atomowym typu Los Angeles. Okręt ten należy do drugiej grupy jednostek 688, które wyposażone zostały w dwanaście pionowych wyrzutni pocisków manewrujących. Jako okręt zmodyfikowanej w ten sposób generacji jednostek 688, dysponuje możliwością wystrzeliwania torped mk.48, pocisków manewrujących, a także stawiania min, poprzez wykorzystanie czterech dziobowych wyrzutni torpedowych, jak też wystrzeliwania pocisków  Tomahawk SLCM z wyrzutni  typu VLS. Jednostka o długości  110 metrów i wyporności w zanurzeniu wynoszącej 6927 długich ton, dzięki napędowi atomowemu zapewnianemu przez siłownię o mocy 30000 KM z reaktorem wodnociśnieniowym S6G, zdolna była do pływania podwodnego z prędkością 33 węzłów.